# Pycnoporus puniceus
Pycnoporus puniceus är en svampart som först beskrevs av Elias Fries, och fick sitt nu gällande namn av Leif Ryvarden 1972. Pycnoporus puniceus ingår i släktet Pycnoporus och familjen Polyporaceae.   Inga underarter finns listade i Catalogue of Life.